# Clarisse Francillon
Clarisse Francillon, née à Saint-Imier le 26 janvier 1899 et morte à Vevey le 12 juillet 1976, est une écrivaine suisse.

## Biographie
Clarisse Francillon grandit à Menton à partir de 1910 après le décès accidentel de son père Ernest-(Étienne) Francillon à Tavannes le 26 août 1899 et le mariage en secondes noces de sa mère Marthe Dapples avec Willem Francken.
Elle fait ses études en France, à Nice (baccalauréat) et à Aix-en-Provence. Elle s'installe en 1934 à Paris, où elle fait la connaissance des écrivains Colette Audry et Maurice Nadeau. Après la publication de la nouvelle Francine chez Chandelier à Bienne et du roman Des ronds sur l'eau aux Éditions de la Caravelle à Paris, par l'intermédiaire de Pierre Constans, elle transmet le manuscrit Scènes à Gallimard qui l'éditera en 1934 sous un autre titre Chronique locale. Beaucoup de ses romans sont acceptés par cet éditeur par la suite.
Clarisse Francillon quitte Paris pendant la Seconde Guerre mondiale et trouve refuge dès 1940 à Villette dans le canton de Vaud, après un bref séjour chez sa sœur Marie-Anne-Étiennette de Moulinen à Baden.
Clarisse Francillon traduit plusieurs romans à partir de 1949 : Au-dessous du volcan, Écoute notre voix, Ô Seigneur, Lunar Caustic, Ultramarine et En route vers l'île de Gabriola. Elle écrit sur des thèmes avant-gardistes tels que l'homosexualité, la condition des femmes, les conflits sociaux ou encore la perte de repères chez les adolescents.
Très engagée politiquement, elle a appartenu à l’Union des écrivains socialistes dont elle fut trésorière et archiviste. Elle passe les derniers mois de sa vie à Vevey, en Suisse, et meurt, célibataire, le 12 juillet 1976. Elle repose dans le cimetière parisien de Bagneux.

## Postérité
Son fonds d'archives se trouve aux Archives littéraires suisses à Berne et à la Bibliothèque municipale de Vevey.
Une statue à son effigie est érigée le 20 décembre 2021 sur le parvis de la collégiale à Saint-Imier. Elle fait partie d'une série de cinq statues de personnalités féminines de l’histoire du Jura bernois créées dans le prolongement de l'exposition « ExceptionnELLES » à Bienne en 2021 qui visait notamment à donner une plus grande visibilité aux femmes dans l'espace public,.

## Œuvres
- Des ronds sur l'eau, La Caravelle, 1927Roman
- Francine, Berne, Amis du Chandelier, 1927Roman
- Chronique locale, Éditions Gallimard, 1934Roman
- La Mivoie, Éditions Gallimard, 1935Roman
- Béatrice et les Insectes, Éditions Gallimard, 1936Roman
- Coquillage, Éditions Gallimard, 1937Roman
- Le Plaisir de Dieu, Éditions Gallimard, 1938Roman
- Les Nuits sans fêtes, Lausanne, Abbaye du Livre, 1942Nouvelles
- Samedi soir, Zurich, Fondation Schiller, 1944Roman
- La belle orange, Lausanne, Éditions Plaisir de Lire, 1944 (2004)Nouvelles
- Les Fantômes, W Egloff, 1945Roman
- Les Meurtrières, Éditions Gallimard, 1952Roman
- Festival, Lausanne, Éditions Plaisir de Lire, 1958 (2010)Nouvelles
- Quatre ans, Lausanne, Abbaye du livre, 1957Roman
- Le Quartier, Lausanne, Abbaye du livre, 1958Nouvelles
- La lettre, Paris, Pierre Horay, 1958Roman, réédité Lausanne, Éditions Plaisir de Lire, 2002
- Les gens du passage, Paris, Pierre Horay, 1959Roman
- Le Désaimé, Lausanne, Éditions Plaisir de Lire, 1959 (2008)Roman
- L'Enfant de septembre, Paris, Pierre Horay, 1960Roman
- Le frère, Lettres Nouvelles, 1963Roman
- Les Graines de l'orage, Paris, Pierre Horay, 1966Roman
- Le Carnet à lucarnes, Paris, Denoël, 1968Roman
- Vingt-neuf contes, P. J. Oswald, 1968Contes
- Le théâtre des ahuris, Lausanne, Abbaye du livre, 1970Roman
- Le Champ du repos, 1974Roman